# Andrija Živković
Andrija Živković, född 11 juli 1996, är en serbisk fotbollsspelare som spelar för PAOK.

## Klubbkarriär
Den 8 september 2020 värvades Živković av grekiska PAOK, där han skrev på ett tvåårskontrakt. I november 2021 förlängde Živković sitt kontrakt i klubben fram till juni 2024.

## Landslagskarriär
Den 11 oktober 2013 debuterade Živković för Serbiens landslag i en 2–0-visnt över Japan, där han blev inbytt i den 60:e minuten mot Zoran Tošić. Živković blev då det serbiska landslagets yngsta debutant genom tiderna. Han var en del av Serbiens trupp vid fotbolls-VM 2018. I november 2022 blev Živković uttagen i Serbiens trupp till VM 2022.